# Union communiste internationaliste
Pour les articles homonymes, voir Union communiste et UCI (homonymie).
 (novembre 2022).
 (octobre 2018).
Si vous disposez d'ouvrages ou d'articles de référence ou si vous connaissez des sites web de qualité traitant du thème abordé ici, merci de compléter l'article en donnant les références utiles à sa vérifiabilité et en les liant à la section « Notes et références ».
L'Union communiste internationaliste est un courant politique trotskiste qui se réclame de la filiation d'idées incarnée successivement par Karl Marx et Friedrich Engels, Rosa Luxemburg, Vladimir Lénine et Léon Trotski. Les organisations qui se réclament de l'UCI considèrent que les idées communistes doivent être réintroduites dans la classe ouvrière qui, seule, peut en faire une force de transformation sociale.

## Définition
L'Union communiste internationaliste (UCI) considère que l'organisation capitaliste représente le passé de la société humaine, pas son avenir, et que la société capitaliste basée sur la propriété privée, le marché, la concurrence et le profit devra être remplacée, à l'échelle de la planète, par une société basée sur la propriété collective des ressources de la terre et des moyens de production, ainsi que sur une économie démocratiquement planifiée assurant à chacun de ses membres un accès égal à tous les biens matériels et culturels.
L'UCI regroupe des organisations qui partagent non seulement les mêmes idées communistes, mais la même volonté de militer pour les implanter dans la classe ouvrière. Partout où ils se trouvent, dans des conditions très diverses, les militants de l’UCI se battent pour construire des partis révolutionnaires ouvriers.

## Filiation politique
L'UCI se réclame de la révolution russe de 1917 qu'elle considère comme la première et jusqu'à présent unique révolution où le prolétariat a pris durablement le pouvoir étatique pour tenter de transformer la société dans un sens collectiviste, avant d'être écarté du pouvoir politique par la dictature d'une bureaucratie usurpatrice.

## Fondements programmatiques
Les organisations qui se réclament de l'UCI considèrent que les idées communistes doivent être réintroduites dans la classe ouvrière qui, seule, peut en faire une force de transformation sociale.
Tout en participant aux luttes quotidiennes des travailleurs dans la mesure de leurs possibilités, les militants des organisations de l'UCI défendent parmi ceux-ci les intérêts politiques généraux de la classe ouvrière. Ils sont convaincus que les travailleurs sont seuls capables de remplacer le capitalisme par une société libre, fraternelle et humaine car ils constituent la majorité de la population, et n'ont aucun intérêt au maintien de l'actuelle société. Ils sont aussi les seuls, par leur nombre et leur concentration, à avoir les moyens de contrôler le pouvoir politique issu de leur intervention.
Ils considèrent que les travailleurs constituent à l'échelle du monde une seule et même classe sociale et que leur présence à toutes les étapes de la production et de la distribution des biens produits leur permet de contrôler démocratiquement tous les rouages de l'économie afin qu'elle fonctionne pour satisfaire les besoins de tous.

## Groupes faisant partie de l'Union communiste internationaliste
- Afrique : l'Union africaine des travailleurs communistes internationalistes (UATCI), militant en Côte d'Ivoire ainsi que dans l'immigration africaine en France, et qui publie Le Pouvoir aux travailleurs.
- Allemagne : Bund Revolutionärer Arbeiter qui publie le mensuel Das Rote Tuch.
- Belgique : Lutte ouvrière/Arbeidersstrijd.
- Espagne : les militants espagnols qui publient les journaux Lucha de clase (« Lutte de classe ») et Voz obrera (« Voix ouvrière »).
- France : l'Union communiste (trotskiste), qui publie l'hebdomadaire Lutte ouvrière (et qui est généralement connue sous ce nom), et la revue Lutte de classe.
  - Antilles : Combat ouvrier (CO), dont les militants sont présents en Martinique et en Guadeloupe et y publient le journal du même nom.
- Haïti : l'Organisation des travailleurs révolutionnaires (Union communiste internationaliste) (OTR-UCI), qui publie La Voix des travailleurs.
- Italie : le Circolo Operaio Comunista (« Cercle ouvrier communiste »), qui publie le journal L'Internazionale (« L'Internationale ») et la revue Lotta di classe (« Lutte de classe »).
- Royaume-Uni : les militants britanniques qui publient le journal Workers' Fight («  Combat ouvrier ») et le bimestriel Class Struggle (« Lutte de classe »).
- Turquie : les militants trotskistes regroupés autour de la publication Sınıf Mücadelesi (« Lutte de classe »).

Par ailleurs, l'UCI entretient des « relations fraternelles » avec les militants du groupe américain The Spark (« L'Étincelle »), qui publient le journal du même nom et le trimestriel Class Struggle (« Lutte de classe ») aux États-Unis d'Amérique.